# Liste der Kulturdenkmale in Theuma

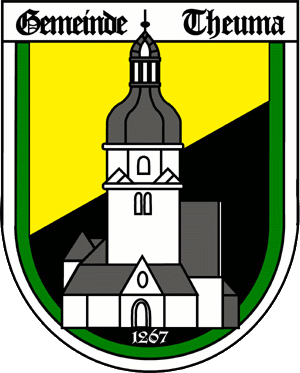
Wappen von Theuma

In der Liste der Kulturdenkmale in Theuma sind die Kulturdenkmale der Gemeinde Theuma verzeichnet, die bis Februar 2020 vom Landesamt für Denkmalpflege Sachsen erfasst wurden (ohne archäologische Kulturdenkmale). Die Anmerkungen sind zu beachten.
Diese Aufzählung ist eine Teilmenge der Liste der Kulturdenkmale im Vogtlandkreis.

## Liste der Kulturdenkmale in Theuma
| Bild           | Bezeichnung | Lage                        | Datierung                                                                  | Beschreibung | ID       |
| -------------- | --- | --------------------------- | -------------------------------------------------------------------------- | --- | -------- |
| Weitere Bilder | Maria-Magdalena-Kirche (mit Ausstattung) und Grabsteine an der Westfassade sowie Einfriedung des Kirchhofes                                                        | Hauptstraße (Karte)         | Im Kern 1275 (Kirche); 1430 Wiederaufbau (Kirche); 1671 (Kirchturm)        | Vielgliedrige mittelalterliche Saalkirche mit Westturm, barock überformt, künstlerisch wertvoller Sakralbau mit sehr gut erhaltener barocker Ausmalung im Inneren sowie bildhauerisch bedeutende Grabsteine an der Westfassade, baugeschichtlich und ortsgeschichtlich von Bedeutung. - Kirche: Bruchsteinbau, unverputzt, Satteldach (Schiefer) und Satteldach-Gaupen, eingezogener 5/8-Chor, nordseitiger Anbau mit Schleppdach, Treppenaufgang mit Rundbogenfenstern, am Chor Strebepfeiler, Spitzbogenfenster, quadratischer Westturm mit oktogonalem Aufsatz, Welsche Haube, Laterne, Zwiebeltürmchen, Knauf und Kreuz, am Turm Rundbogenfenster, an der Westfassade vorgelagerter späterer Anbau von 1911, Pultdach, Mittelrisalit und Rundbogeneingang, seitlich je zwei Renaissancegrabplatten aus Sandstein und Marmor vermauert - Grabplatten an der Westfassade: - Grabplatte von 1595 für Katharina von Tettau, Gattin des Wilhelm von Tettau (Frauenrelief und Wappen) - Grabplatte von 1592 für eine weitere Katharina von Tettau (Frauenrelief und Wappen) - Grabplatte von 1587 für Anna Maria von Tettau (gestorben 1587) als ganzfiguriges Relief und Wappen - Grabplatte von 1567 für Margereta Rebin, geborene von Wolffersdorf (Inschrifttafel von Engelrelief gehalten) - Grabplatte von 1586 für Hans Friedrich von Tettau mit Wappen, Inschrift und Ranken, Spitzbogenportal mit Granitgewände - Inneres: Saal mit Balkendecke, Chorbogen als gedrückter Spitzbogen mit tiefem Stichkappengewölbe, umlaufende doppelte Holzemporen, Patronatsloge von 1655, spätgotischer Schnitzaltar (Magdalenenaltar) von 1512 von einem vogtländischen Meister, barocke Eichenholz-Kanzel von 1706 (von Johann Englart und Eva Schneider gearbeitet), barocker Taufstein aus dem 18. Jahrhundert, Kruzifix 15. Jahrhundert, Orgel von Carl Eduard Jehmlich von 1886, umgebaut 1971–73 von Schuster, Emporenbrüstung im Chor mit Bemalung von 1669, im Saal bäuerliche Emporenbemalung von 1721 mit Szenen des Alten und Neuen Testaments. Turmuhr von 1903 - Einfriedung: Bruchstein-Mauer, Pfosten quadratisch mit Schieferabdeckung, Sockel mit Schieferabdeckung und Holzzaun (um 1930) | 08985665 |
|                | Kriegerdenkmal für die Gefallenen des Ersten Weltkrieges und Gefallenendenkmal eines Fremden des Deutsch-Französischen Krieges 1870/1871, mit Einfriedung          | Hauptstraße (Karte)         | 1871; um 1920                                                              | Älteres Denkmal als Steinkreuz, jüngeres Denkmal halbrunde Mauer mit Sitzbank, ortstypische Verwendung des Theumaer Schiefers, aufwändig gestaltete ortshistorisch bedeutende Anlage. Halbrunde Mauer aus Theumaer Schieferquadern, vorgelagerte im Halbrund geführte Sitzbank aus Schiefer, oberer Abschluss der Mauer durch Aufsatz aus vier Inschriftplatten mit den Namen der Gefallenen, dazwischen massive vollplastische Eiserne Kreuze, alles aus Schiefer, gerader oberer Abschluss mit Inschrift „Unseren Helden“, Steinkreuz auf quadratischem Granitsockel, lateinisches Kreuz aus Schiefer, auf Vorderseite Pickelhaube und gekreuzte Degen (Relief), auf Rückseite Inschrift „Ruhe sanft in fremder Erde“, um das Grabkreuz Einfriedung (vier Granitpfosten und Eisenkette). | 08985666 |
|                | Gasthaus, Saalanbau (früher auch Kinosaal) und Brunnen im Keller sowie Außenmauer des ehemaligen Seitengebäudes eines Gasthofes (Gasthof Theuma, Leopolds Gasthof) | Hauptstraße 33 (Karte)      | Ende 18. Jahrhundert, spätere Veränderungen (Gasthof); um 1900 (Saalanbau) | Ortsbildprägendes Zeugnis eines typischen Gasthofes früherer Zeiten mit baugeschichtlich interessanten Kellergewölben, Gasthaus stattlicher Putzbau mit Mansarddach, als größter Hof des Ortes Dominante im Ortskern, bildet Ensemble mit Kirche und Pfarrhaus, ortsgeschichtlich von Bedeutung. Er wird auch Leopolds Gasthof genannt. - Gasthaus: zweigeschossig, Erdgeschoss massiv (Bruchstein) Schichtmauerwerk, verputzt, Obergeschoss Fachwerk, verputzt, hohes Mansarddach, insgesamt von eindrucksvoller Kubatur, traufseitig eingeschossige Anbauten späterer Zeiten (Pultdach), giebelseitig kleeblattförmig eingeschnittenes Sitznischenportal, Sitznischen aus Theumaer Schieferplatten, rundbogiger Eingang, ursprünglich Treppenaufgang mit seitlicher Mauer, jetzt schräge Rampe, im Keller zahlreiche Tonnengewölbe (Bruchstein, unverputzt) und Kreuzgratgewölbe, im hinteren Kellerraum rundes Brunnenloch (gemauerte Backsteine), Kellerzugang hofseitig durch rundbogiges Bruchsteingewände, dahinter Kellerflur (Spitztonne), davon abzweigende Kellerräume, Dachdeckung Asbest, Fenster zum Teil vergrößert, zum Teil original - Saalanbau: zweigeschossig, massiv, verputzt, im Winkel an Gasthaus angebaut, hofseitig polygonaler Abschluss, straßenseitig im Erdgeschoss Segmentbogenfenster (Stallfenster), im Obergeschoss (Saal) große Segmentbogenfenster mit zum Teil originalen Fenstern, Satteldach (Asbest) und Walmdach, heutige Nutzung als Bauernmarkt, innen alte zweiflügelige Holztür (Anfang 20. Jahrhundert) erhalten, im Obergeschoss heute Wohnungen, alte Türen - Einfriedungsmauer beziehungsweise ehemalige Außenmauer der Stallscheune: Bruchsteinmauer, unverputzt, Eckquaderung aus Schieferplatten | 08985789 |
|                | Pfarrhaus | Hauptstraße 36 (Karte)      | Bezeichnet mit 1647 (Giebelseite), spätere Umbauten                        | Als eines der ältesten Gebäude mit wertvoller Originalsubstanz (Holzbalkendecke mit Schiffskehle im Innern), von ortsgeschichtlicher und bauhistorischer Bedeutung, bildet ortsbildprägendes Ensemble mit Kirche. Zweigeschossig, Erdgeschoss Bruchstein, verputzt, Obergeschoss Fachwerk, verputzt (nur giebelseitig fachwerksichtig), mächtiges kastenförmiges Gebäude, traufseitig Eingang, Fenster vergrößert, Walmdach (Schiefer), profilierte Holztraufe, Satteldach-Gaupen, Sohlbänke Granit, giebelseitig im Obergeschoss Fachwerk aufgebrettert, im Inneren Fischgräten-Holzbalkendecke mit Unterzug (Schiffskehlen), im Keller Tonnengewölbe (Bruchstein), traufseitig Ochsenauge, traufseitig Rundbogenportal mit gefastem Gewände, Holztür (1930er Jahre). | 08985667 |
|                | Friedhofsmauer | Mechelgrüner Straße (Karte) | 19. Jahrhundert                                                            | Straßenbildprägende Einfriedungsmauer des Friedhofes, ortsgeschichtlich von Bedeutung. Bruchstein-Schichtmauerwerk, Abdeckplatten aus Theumaer Schiefer (große rechteckige Platten), zwei große quadratische Torpfeiler und zwei kleine quadratische Torpfeiler (Leutepforte) aus Bruchstein mit Ziegelstein-Eckmauerung, Schieferabdeckung. | 08985664 |
|                | Steinkreuz | Stöckigter Weg (Karte)      | 15./16. Jahrhundert                                                        | Sühnekreuz, ortshistorische Bedeutung. Granitkreuz, in den Fußweg eingelassen, linker Kreuzarm abgebrochen. | 08985668 |
|                | Villa und Einfriedung | Stöckigter Weg 1 (Karte)    | Bezeichnet mit 1905                                                        | Straßenbildprägendes Gebäude, mit Ziegelfassade und wertvollen originalen Details, zwischen Späthistorismus und Jugendstil, baugeschichtlich von Bedeutung. - Villa: zweigeschossig mit Sockel, Klinkerbau mit Putz- und Kunststeingliederung, Sockel Porphyrtuff-Quader, Segmentbogen-Kellerfenster mit Schlussstein, im Erdgeschoss Rundbogenfenster, im Obergeschoss Vorhangbogenfenster, später erfolgter Dachausbau (mansarddachähnlich) und Walmdach (Schieferdeckung), Mittelrisalit mit Jugendstil-Eingang, Dreiecksüberdachung, floral gestaltetes Sandstein-Gewände, originale Eingangstür mit Oberlicht, im Obergeschoss Inschrift bezeichnet mit „19A.V.05“ (im Brüstungsfeld) - Einfriedung: Quadersockel mit gusseisernem Gitterzaun, Betonpfeiler mit Pinienaufsatz (Gussbeton); abgerissen | 08985669 |

## Tabellenlegende
- Bild: Bild des Kulturdenkmals, ggf. zusätzlich mit einem Link zu weiteren Fotos des Kulturdenkmals im Medienarchiv Wikimedia Commons. Wenn man auf das Kamerasymbol klickt, können Fotos zu Kulturdenkmalen aus dieser Liste hochgeladen werden:
- Bezeichnung: Denkmalgeschützte Objekte und ggf. Bauwerksname des Kulturdenkmals
- Lage: Straßenname und Hausnummer oder Flurstücknummer des Kulturdenkmals. Die Grundsortierung der Liste erfolgt nach dieser Adresse. Der Link (Karte) führt zu verschiedenen Kartendiensten mit der Position des Kulturdenkmals. Fehlt dieser Link, wurden die Koordinaten noch nicht eingetragen. Sind diese bekannt, können sie über ein Tool mit einer Kartenansicht einfach nachgetragen werden. In dieser Kartenansicht sind Kulturdenkmale ohne Koordinaten mit einem roten bzw. orangen Marker dargestellt und können durch Verschieben auf die richtige Position in der Karte mit Koordinaten versehen werden. Kulturdenkmale ohne Bild sind an einem blauen bzw. roten Marker erkennbar.
- Datierung: Baubeginn, Fertigstellung, Datum der Erstnennung oder grobe zeitliche Einordnung entsprechend des Eintrags in der sächsischen Denkmaldatenbank
- Beschreibung: Kurzcharakteristik des Kulturdenkmals entsprechend des Eintrags in der sächsischen Denkmaldatenbank, ggf. ergänzt durch die dort nur selten veröffentlichten Erfassungstexte oder zusätzliche Informationen
- ID: Vom Landesamt für Denkmalpflege Sachsen vergebene, das Kulturdenkmal eindeutig identifizierende Objekt-Nummer. Der Link führt zum PDF-Denkmaldokument des Landesamtes für Denkmalpflege Sachsen. Bei ehemaligen Kulturdenkmalen können die Objektnummern unbekannt sein und deshalb fehlen bzw. die Links von aus der Datenbank entfernten Objektnummern ins Leere führen. Ein ggf. vorhandenes Icon  führt zu den Angaben des Kulturdenkmals bei Wikidata.